# English River (Iowa)
Der English River ist ein Nebenfluss des Iowa River im Südosten des US-Bundesstaates Iowa. 
Gemessen vom längsten Quellfluss ist er 137 Kilometer lang. Er entsteht aus zwei Flüssen, dem South English River und der North English River.